# Michael Preisinger (Fußballspieler)
Michael Preisinger (* 17. Juli 2006 in Wien) ist ein österreichischer Fußballspieler.

## Karriere
Preisinger begann seine Karriere beim SV Litzelsdorf. Zur Saison 2015/16 wechselte er in die Jugend des TSV Hartberg. Zur Saison 2020/21 wechselte er in die AKA Burgenland, in der er fortan sämtliche Altersstufen durchlief.
Zur Saison 2023/24 wechselte er zu den viertklassigen Amateuren des SV Lafnitz. Im Dezember 2023 stand er erstmals im Profikader des Zweitligisten, kam aber noch nicht zum Einsatz. Sein Debüt in der 2. Liga gab er schließlich im Mai 2024, als er am 30. Spieltag jener Saison gegen den FC Liefering in der 62. Minute für Andreas Radics eingewechselt wurde. In jenem Spiel, das Lafnitz mit 3:4 verlor, erzielte er mit dem Treffer zum zwischenzeitlichen 1:4 auch sein erstes Zweitligator.